# Torre Aquileia
La Torre Aquileia è un grattacielo situato a Jesolo nel Veneto, inaugurato nel maggio 2009. Con i suoi 94 metri d'altezza alla guglia, è dal 2009 l'edificio più alto del Veneto. 

## Il progetto
L'architetto spagnolo Carlos Ferrater si è ispirato alle tradizionali "torri campanarie" per creare un landmark. A caratterizzare il progetto è inoltre l'involucro, in lamiera-frangisole, che crea una sorta di sovrapposizione di ville.
Anche il piano terra si contraddistingue per una forte vocazione urbana, con una piazza porticata che rappresenta quasi una citazione di San Marco.